# Hans Walter Lorang

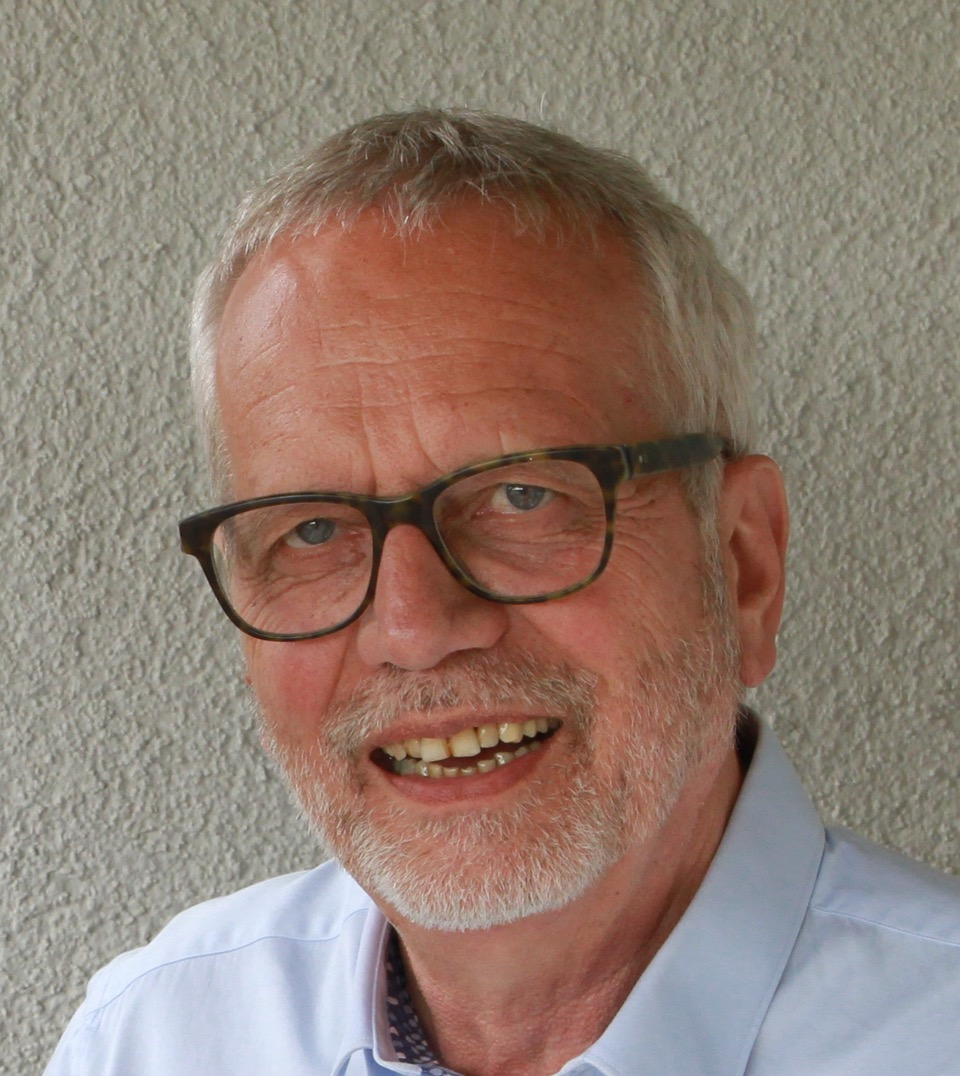
Hans Walter Lorang, 2017

Hans Walter Lorang (* 13. Mai 1945 in Ansbach) ist ein saarländischer Mundartdichter, Sänger und Liedermacher.

## Leben
Lorang wurde während der Evakuierung der Gemeinde Berus kurz nach Ende des Zweiten Weltkriegs in Ansbach in Mittelfranken geboren. Er verbrachte die ersten zehn Jahre seines Lebens von 1945 bis 1955 in Berus und besuchte dort auch die Volksschule. Im Jahr 1955 zog er nach Diefflen. Das Abitur machte er im Jahr 1964 in Dillingen/Saar. An der Universität des Saarlandes schloss er ein Lehramtsstudium für die Realschule ab. Danach war er als Realschullehrer, als Konrektor und in der Lehrerausbildung tätig. Er verfasste fachdidaktische Aufsätze zum Fach Geographie und war Moderator und Mit-Autor eines Erdkunde-Lehrwerkes.
Anfang der 1980er Jahre stellte er moselfränkische Lieder und Mundarttexte zum ersten Mal einem größeren Publikum vor. Seitdem trat Lorang durch die Veröffentlichung von Tonträgern und Gedichtbänden sowie durch zahlreiche Auftritte bei Konzerten, im Rundfunk und Fernsehen über die Grenzen des Saarlandes hinaus in Erscheinung. Der Musiker Richard Bauer begleitet Lorang dabei musikalisch und schreibt und arrangiert auch die Musik zu Lorangs Texten.
Lorang ist Mitglied bei mehreren Vereinigungen, die sich für die Pflege und Förderung der Mundart einsetzen, so beim Literatur-Kolloquium Bosener Gruppe, bei der lothringischen Mundartvereinigung Gau un Griis: Association pour la défense et la promotion du francique, beim Mundartring e. V.: Verein zur Pflege der Mundarten im Saarland und beim Internationalen Dialektinstitut, Institut für regionale Sprachen und Kulturen. Seit 1998 lebt Lorang wieder in Berus. Am 11. August 2022 zeichneten ihn der Verein „Mundartring Saar“ sowie der „Verein für Landeskunde im Saarland“ im Gisinger Haus Saargau für Erhalt und Stärkung des sprachlichen Kulturgutes des Saarlandes, insbesondere des Moselfränkischen, mit dem „Mundart-Ehrenpreis“ aus. Der Preis wird alle zwei Jahre für Verdienste um die im Saarland vorkommenden Mundarten verliehen.

## Diskografie
- Ebbes vazehlen, 13 Lieder, LP, EKSUS, 1984.
- Der klään Bou, 12 Lieder, LP/MC, Sterntaler, 1986.
- Winter oh Winter, Single, 1987.
- Mei Sprooch, 14 Lieder, CD/MC, LEICO 8292, 1992.
- Der alt Butzääma, 11 Lieder, LEICO 8392, 1996.
- Kommen lossen, 13 Lieder, LEICO 8550, 2000.
- Die Eerschdenbeschden, 21 Lieder, LEICO 8682, 2009.
- Heer mòòl, 30 Mússikgedichda, LEICO 8803, 2017.

## Bibliographie
- Ditt unn datt, Gedichda off Platt. Saarbrücken 1986.
- WEMMA un anna SPRICH. Moselfränkische Plattétuden, Merzig 1993.
- Heimat und Welt. Ausgabe Saarland (Bd. 1–3), Braunschweig 2007–2009

## Auszeichnungen
- 1. Preis beim Mundartwettbewerb der Stadt Völklingen, Gewinner der Völklinger Platt 2005.